# 群山站
群山站（：／ Gunsan yeok */?）是長項線沿線的一座鐵路車站，位于韓國全羅北道群山市内兴洞，有新村號、無窮花號及西海金光列車停靠。

## 历史
- 2008年1月1日 - 落成使用。

## 车站周边
- 锦江河口堤

## 相鄰車站
韩国铁道公社
长项线
長項－群山－大野